# Mouvement des jeunes socialistes
Les Jeunes socialistes (I Giovani Socialisti, JS), precedentemente noto come Mouvement des Jeunes socialistes (Movimento dei Giovani Socialisti, MJS)  è l'organizzazione giovanile del Partito Socialista della Francia, che riunisce i membri del partito di età compresa tra i 15 e i 27 anni.
L'organizzazione è affiliata all'International Union of Socialist Youth al livello internazionale, mentre al livello europeo è affiliata alla YES (Young European Socialists).

## Presidenti
- 1993–1995: Benoît Hamon
- 1995–1997: Régis Juanico
- 1997–1999: Hugues Nancy
- 1999–2001: Gwenegan Bui
- 2001–2003: Charlotte Brun
- 2003–2005: David Lebon
- 2005–2007: Razzy Hammadi
- 2007–2009: Antoine détourné
- 2009–2011: Laurianne Deniaud
- 2011–2013: Thierry Marchal-Beck
- 2013–2015: Laura Slimani
- 2015–2018: Benjamin Lucas
- 2018: Roxane Lundy
- 2018–2019: Direzione collegiale
- Dal 2020: Emma Rafowicz

## Congressi
- 1993: Congresso di Avignone
- 1995: Congresso di Orléans
- 1998: Congresso di Tolone
- 1999: Congresso di Tours
- 2001: Congresso di Lilla
- 2003: Congresso di Lamoura
- 2005: Congresso di Parigi
- 2007: Congresso di Bordeaux
- 2009: Congresso di Grenoble
- 2011: Congresso di Strasburgo